# مک‌کلاود
مک‌کلاود (انگلیسی: McCloud) نام یک مجموعه تلویزیونی درام جنایی آمریکایی است که از سال ۱۹۷۰ تا ۱۹۷۷ میلادی، از شبکهٔ ان‌بی‌سی پخش شد.
داستان این مجموعه تلویزیونی، بر پایه زندگیِ واقعیِ «سَم مک‌کلاود»، معاون کلانترِ شهر تائوس در ایالت نیومکزیکو بود که به طور موقت به اداره پلیس نیویورک سیتی دعوت و منتقل شده بود تا به عنوان «کارآگاه ویژه»، مدتی در آنجا خدمت کند.
اولین گزینه برای ایفای نقش «مک‌کلود»، فس پارکر بود، اما او این نقش را نپذیرفت. یونیورسال سپس دنیس ویور را استخدام کرد که به‌خاطر ایفای نقش‌های وسترن، به‌ویژه در سریال دود اسلحه، شناخته شده بود. قسمت پایلوت با عنوان «پرتره‌ای از یک دختر مرده» در ۱۷ فوریه ۱۹۷۰ پخش شد و داستان سریال را با همراهی «مک‌کلود» در انتقال یک زندانی از  نیومکزیکو به نیویورک آغاز کرد، اما او به‌طور ناخواسته درگیر حل یک پرونده پیچیده قتل شد.
این ایده «یک کابوی در شهر بزرگ» برگرفته از فیلم فریب کوگان ساخته دان سیگل در سال ۱۹۶۸ با بازی کلینت ایستوود بود. هرمان میلر که نویسنده داستان فریب کوگان بود و همراه با «دین ریسنر» و «هاوارد رادمن» فیلمنامه آن را نوشت، به‌عنوان خالق مک‌کلاود شناخته می‌شود. فریب کوگان نیز خود از فیلم ماجرای تارزان در نیویورک محصول ۱۹۴۲ به کارگردانی ریچارد تورپ و همچنین دوران پایانی حرفه‌ای «بَت مسترسون» الهام گرفته بود. (دان سیگل در قسمت «بازگشت به آلامو» در نقش «گروهبان دوم میز» ظاهر شد).
مانند شخصیت «کوگان»، «مک‌کلود» در تمام گوشه و کنار منهتن با اسب می‌تاخت. در قسمت «سواره‌نظام خیابان ۴۲»، او حتی با یک واحد سواره نظام همراه شد. صحنه معروف مک‌کلود که سوار بر اسب در میان ترافیک شلوغ خیابانی در نیویورک و در میان آسمان‌خراش‌ها حرکت می‌کرد—که از یکی از قسمت‌های ابتدایی گرفته شده بود—به یکی از تصاویر نمادین و به‌یادماندنی سریال تبدیل شد.
این مجموعه تلویزیونی، در سال‌های ۱۳۵۵ تا ۱۳۵۷ خورشیدی، با دوبلهٔ فارسی از تلویزیون ملی ایران پخش شد.